# Malacorhynchus
Malacorhynchus este un gen de rață din familia Anatidae. A fost stabilit în 1831 de către ornitologul englez William John Swainson, când a propus mutarea raței Malacorhynchus membranaceus într-un subgen (Malacorhynchus) pe baza caracterelor unice ale ciocului și degetelor. Genul conține o specie vie și una dispărută.

## Lista speciilor
- Malacorhynchus membranaceus[1]
- †Malacorhynchus scarletti – extinctă[3]